# Liste des gouverneurs de Shkodër
Voici une liste des gouverneurs de Shkodër, en Albanie.

## Walis ottomans
- Après 1730-avant 1739 : Hodaverdi
- Après 1730-1740 : Süleyman Pashë Çausholli
- 1740-1747 : Jusuf Pashë Çausholli
- 1746 : Mehmet Bushatli (en rébellion)
- 1755-1757 : Ömer Pashë Kavajë
- 1757-14 juillet 1775: Mehmed Pashë Bushati
- 14 juillet 1775-1775: Mehmed Pashë Küstendili
- 1775-1778 : Mustafa Pashë
- 1778-22 septembre 1796 : Kara Mahmut Pashë Bushati
- 1793-1810 : Ibrahim Pasha Bushati (en rébellion jusqu'au 22 septembre 1796)
- 3 mai 1812- 9 octobre 1831: Mustafa Pashë Bushati
- 1831-1832: Morali Namik Ali Pashë
- 1833-1835: Cerkes Hafiz Pashë
- 1835-1838: Bayram Beg
- 1838-1842: Hasan Pashë
- 1842-1843: Reza Pashë
- 1843-1854: Osman Mazhar Pashë
- 1854-1856: Ala Pashë
- 1856-1857: Mustafa Pashë
- 1857-1858: Abdi Pashë
- 1859: Mustafa Pashë
- Après 1860-1862 : Abdi Pashë
- 1863 : Aziz Pashë
- 1864-juillet 1872 : Ismail Pashë
- Juillet 1873-7 novembre 1873: Sevket Pashë
- 1875-1877: Dervish Pashë (première fois)
- 1878: Ali Pashë
- 1878: Hüseyin Pashë
- 1879: Reza Pashë
- 5 novembre 1879-entre 1880 et 1889 : Dervish Pashë (deuxième fois)
- 1893: Abdülkerim Pashë
- 1894: Osman Pashë
- 1895: Abdullah Pashë
- 1896: Adib Pashë
- 1897-1901: Kiazim Pashë
- 1902-1903: Sakir Pashë
- 1903-1905: Hayder Pashë
- 1905-1906: Mustafa Nuri Pashë
- 1906-avant 1908: Salih Sekki Pashë
- 1908 : Seyfeddin Beg
- 1909-1910 : Bedri Beg
- 1911 : Nedim Beg
- 1911 : Esad Pashë Toptani
- 25 juin 1911-1912 : Sevket Torgut Pashë
- 1912-avril 1913 : Hasan Riza Pashë